# 亢龍計畫

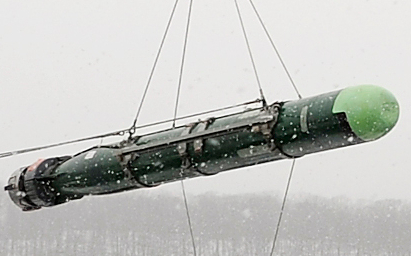
本計畫參考Mk 48型魚雷的設計並進行改良與製造。

亢龍計畫是中華民國海軍與中華民國國防部國家中山科學研究院的一項潛艦用533毫米重型魚雷研發計畫，但因永磁馬達性能不足，2001年美國政府首次同意出售Mk 48型魚雷，此計畫後續不明。

## 背景
中華民國海軍在1980年代自荷蘭政府購得劍龍級潛艦後，因荷蘭並未生產魚雷，也無法向台灣轉售魚雷，台灣因而於1984~1987年間透過印尼政府採購約100枚由西德阿特拉斯電子開發及在印尼生產的SUT魚雷，此後中華民國海軍仍持續向美國政府爭取出售Mk 48型魚雷，但長年未得應允。因為開發先進魚雷的技術門檻高，在國際上有能力自製魚雷的國家比有能力自造潛艦的國家更少，如荷蘭便是有能力出口潛艦卻依賴從美國進口的魚雷，台灣更因為外交受壓，難以直接從歐洲國家採購魚雷。由於外購重型魚雷的難度不下於購買潛艦，1995年中華民國海軍決定自行研發潛艦用重型魚雷，於是國家中山科學研究院萬象館隨即成立亢龍計畫室負責研發。

## 經過
中山科學研究院初期生產兩枚原型魚雷，為了降低魚雷的噪音，尤其是空蝕現象產生的噪音，亢龍計畫室於1999年時在魚雷的對轉螺旋槳上採用新翼形設計，無論螺旋槳升力線與升力面模式都考慮自由渦面變形的影響，並利用國立臺灣海洋大學水下噪音暨流體動力學中心的中型空蝕水槽建立對轉螺旋槳進行測試，藉此觀測葉尖渦空泡的起始發生狀況，新設計的對轉螺旋槳後再於海洋大學的大型空蝕水槽與海中進行魚雷實體測試證實其噪音比原型螺旋槳大幅降低，更小於SUT魚雷。原型魚雷2002年時已進行魚雷水下噪音於大型空蝕水槽之測量研究，2003年則進行全尺寸魚雷於大型空蝕水槽的水動力與減噪試驗，之後完成超空化潛體之阻力試驗，成功模擬研發超高速魚雷的關鍵技術超空化現象。

## 結束

### 研發計畫暫停
2001年4月24日，時任美國共和黨籍小布希總統正式批准出售包含8艘柴電潛艦、Mk 48型魚雷、AGM-84L魚叉反艦飛彈、12架P-3C獵戶座反潛機、4艘紀德級驅逐艦、AAV-7A1兩棲突擊車、6套愛國者三型防空飛彈系統、M109A6帕拉丁自走炮、12架MH-53E低空鋪路者直昇機、空用AN/ALE-50拖曳誘餌系統的軍售案，中華民國國防部遂下令暫停研發計畫，亢龍計劃於2003年底結束，原亢龍計畫室人員則轉移到萬象館的其他計畫室，可是海軍引入Mk 48型魚雷的計劃最終因為三項軍購案在立法院遭到泛藍陣營退回及杯葛69次而被撤銷。
根據中華民國海軍的說法，專案被取消的原因之一是魚雷的速度一直未達要求的40節，曾有台灣媒體報導稱因為魚雷內部的電力輸出涉及電池蓄電量與電力輸出功率而無法持續加強，導致魚雷無法加速到40節以上，對於魚雷速度無法達到海軍要求，中山科學研究院表示是魚雷所用的永磁馬達推力不夠，因研發前期商用永磁馬達性能未達規範，只好委由電動馬達廠進行研發，但受限於技術能力，導致魚雷螺旋槳雖然設計速度可達40節，但水下實測仍無法達到，其後商用永磁馬達技術發展迅速，已可外購到符合要求的永磁馬達，但此時亢龍計畫已遭下令結案。

### 轉為改良SUT魚雷與劍龍級潛艦
亢龍計畫室曾將計畫中研發的魚雷對轉螺旋槳裝上SUT魚雷進行測試與水下實測，發現可大幅度降低噪音，尤其是SUT魚雷在漢光演習中兩次發生斷線失控的狀況，其性能是否因彈齡漸增而受影響也引起海軍疑慮，因此中華民國海軍將SUT魚雷換裝亢龍計劃中研發的轉螺旋槳以提升效能，在劍龍級潛艦戰鬥系統提升案中，中山科學研究院組成「神龍計畫」專案團隊參與，首艘潛艦戰鬥系統提升與驗收測試預定在2024年完成，預計在2023年下半年先行完成岸置測試站的履約驗收，這也代表了雖然亢龍計畫室的先進魚雷研發計畫已結束，不過臺灣對相關水下武器的研究並未終止，對一些先進水下武器科技也已陸續展開奠基研發。

### 進行魚雷報廢與學到拆解技術
計畫中研發出來的兩枚原型魚雷在不使用的情況下只能依程序報廢，但製造與拆解魚雷所需技術完全不同，而臺灣缺乏拆解魚雷的經驗與紀錄，因此在2007年的國軍公開招標廢彈處理時包含一枚原型魚雷，拆解這枚彈頭有300公斤的魚雷時，國家中山科學研究院的研發人員不但全程錄影還不斷詢問拆解技術人員相關問題，廠商請國外技術人員成功拆解這枚原型魚雷，國家中山科學研究院學到技術之後另一枚原型魚雷就再也沒有出現在國軍廢彈處理的名單中，顯示中科院學到拆解技術以後就自行處理了。